# مسجد الجزيرة
مسجد الجزيرة، في جدة، المملكة العربية السعودية. تاريخ الإنجاز في عام 1406 - 1985م

## الموقع
يقع في مدينة جدة غرب المملكة العربية السعودية، بالقرب من الكورنيش الشمالي على جزيرة صغيرة مساحتها 2500 متر مربع. بالإضافة إلى المرافق التي تم وصلها بالجزيرة بواسطة جسر صغير.

## التصميم
لقد صمم مسجد الجزيرة كأول نموذج من برنامج اعده وكيل الوزارة حسام خاشقجي لاعادة اداخل فن العمارة الإسلامي في الهندسة المعمارية المعاصة.
وقد ارتكز التصميم على العناصر الاساسية القائمة في المساجد التقليدية. وهناك مساحة رئيسية مستطيلة تعلوها قبة رئيسية (بقطر 6 أمتار) تقع فوق المحراب مباشرة إلى جانب جدار القبلة وتحيط بكل جزء من اجزائها الثلاثة المتجاورة قناطر بعرض ثلاثة أمتار. والقناطر ترتكز على الجدارن والأقواس المركزية. بينما ترتكز القبة على اسطوانة ثمانية الاضلاع ترتكز بدورها على اربعه عقود قطرية مما يؤدي إلى تحويل الدائرة إلى مربع.
ويقع مقابل جدار القبلة قوس ضخم يطل على الباحة المحاطة بالممر المقنطر. حيث يبدو منظر البحر رائعا. وقد بنيت المئذنة عند الركن الشاملي بين قاعة الصلاة والباحة وانشئ تحتها مدخل رئيسي للصعود إلى الباحة. وقد احتفظت المئذنة بممر الهواء المربع الضخم والقوي الذي امتازت به المساجد الأولى في الإسلام. وتعلو المربع شرفة خشبية مرتكزة على مقرنصات ذات اشكال هندسية، وفوقها بئر هوائي ثماني الاضلاع يحمل فبة يعلوها هلال من النحاس الأصفر مشابه للهلال الموجود في قاعة الصلاة.
وقد تم ايجاد تألف مدروس بعناية بين الكتل والاحجام والضوي والظل والاشكال المرئية لتحقيق بشاطة في الوسيلة والتعبير.

## الإنشاء
لقد جرى عمد إنشاء المسجد من حجارة طوب التراكوتا الحمراء القادرة على تحمل الضغط لاعادة ادخال تكنولوجيا الطوب العلمية والفنية المتفوقة التي تستخدم بشكل اقتصادي.
واكثر التفاصيل الانشائية المثيرة للاهتمام هي سلالم المئذنة التي صعنت من الطوب بأجمعها، حيث تستند كل مجموعة منها على أقواس متراكبة يحمل كل منها الآخر.

## المهندس المعماري
مسجد شاطئ الكورنيش من تصميم المهندس المعماري عبد الواحد الوكيل. الإشراف: المجمع الاستشاري في جدة.

## انظر ايضًا
- عبد الواحد الوكيل
- مسجد الكورنيش (مسجد شاطي الكورنيش) جدة.